# Bilibili (cheval)
Pour les articles homonymes, voir Bilibili (homonymie).
Bilibili (né le 11 juin 2011) est un cheval de course, étalon bai du stud-book du Trotteur français, spécialiste du trot monté, qui a remporté deux fois le Prix de Cornulier en 2019 et 2020.

## Carrière de courses
Bilibili naît le 11 juin 2011, à l'Écurie de Jean-Pierre Barjon, qui en est aussi le propriétaire, en association avec Gérard Fray, qui en possède 40 %. Il est baptisé « Bilibili » en raison de sa tendance à passer à l'amble, son premier entraîneur Jean-Michel Asin déclarant régulièrement à propos de ce cheval qu'« il n'avance pas, il fait “bilibilibili” ! ». Il se qualifie attelé le 6 décembre 2013 à Saint-Galmier, en 1'19"8 avec Jean-Marie Asin, installé à Bouloire, près du Mans. Ses débuts en course attelée dans le Centre-Est sont mauvais, Bilibili étant disqualifié lors de sa première course, puis disqualifié à trois reprises pour irrégularités d'allures. Laurent-Claude Abrivard, à qui le poulain est confié, a « beaucoup de mal » avec lui. Mais Bilibili va trouver sa voie sous la selle, et s'impose dès ses débuts dans la discipline en juillet 2014, à Enghien. Dès lors, il grimpe vite les échelons et remporte son premier semi-classique en novembre de la même année, dans le Prix Louis Tillaye, mais échoue au pied du podium dans le Prix de Vincennes.  
C'est véritablement à 4 ans que Bilibili prend le leadership de sa génération en remportant le Prix du Président de la République, alors qu'il est l'un des quatre chevaux totalement ferrés, améliorant le record de la course en 1'13". Au cours du meeting d'hiver suivant, il s'adjuge quatre semi-classiques mais ne peut terminer que troisième du Prix des Centaures. À 5 ans, des problèmes de santé l'éloignent des pistes quasiment toute l'année et il doit faire l'impasse sur le meeting d'été et le Prix de Normandie. Et il revient pour le meeting d'hiver, où il réussit ses premiers pas chez les chevaux d'âge, se classant troisième de son premier Prix de Cornulier et remportant un premier prix de l'Île-de-France, dans lequel il s'approprie le record général du trot monté en 1'10"5. Fort de ce statut, Bilibili disparaît comme l'année dernière jusqu'au meeting d'hiver suivant. Et après une rentrée discrète à l'attelé, une discipline dans laquelle il court parfois pour entretenir sa condition, mais sans ambition, il termine à nouveau sur le podium des trois courses intergénérations du meeting : les prix du Calvados, de Cornulier et de l'Île-de-France.  
L'hiver 2018/2019 est celui de la consécration : Bilibili s'offre un premier Cornulier, après une victoire dans le Calvados, abaissant au passage le record de l'épreuve avec une marque de 1'11''3. Il ne participe pas en revanche au Prix de l'Île-de-France, ce qui le prive de la possibilité de décrocher la triple couronne de trot monté, son entraîneur le jugeant trop peu souple, et préférant le consacrer à sa saison de reproduction jusqu'à l'automne,. Lors du meeting suivant, Bilibili confirme qu'il est bien le meilleur trotteur monté de son temps : suivant un programme exclusivement orienté sur ses trois objectifs du meeting, avec quelques courses à l'attelé pour se préparer, il réussit en 2020 à rafler la triple couronne du trot monté : Prix du Calvados (son troisième d'affilée), Prix de Cornulier (son deuxième consécutif) et Prix de l'Île-de-France, trois courses qu'il remporte en champion, s'offrant au passage un nouveau record général au trot monté, en 1'10", dans l'Île-de-France. On ne le reverra plus dans le courant de l'année, jusqu'au meeting d'hiver 2021/2022, où il participe, sans prétention mais pour mieux se roder, aux préparatoires au Prix d'Amérique. Mais son retour sous la selle fait l'effet d'une douche froide : il ne peut se placer dans le Prix du Calvados. Et, pour ses adieux à la piste, il ne remportera pas un troisième Cornulier, terminant sixième au courage tandis que la nouvelle génération prend le pouvoir avec Flamme du Goutier.    

### Palmarès
- Prix de Cornulier (Gr.1, 2019, 2020)
- Prix de l'Île-de-France (Gr.1, 2017, 2020)
- Prix du Président de la République (Gr.1, 2015)
- Prix Louis Tillaye (Gr.2, 2014)
- Prix Emile Riotteau (Gr.2, 2015)
- Prix Camille Blaisot (Gr.2, 2016)
- Prix Léon Tacquet (Gr.2, 2016)
- Prix Paul Bastard (Gr.2, 2016)
- Prix du Calvados (Gr.2, 2018)
- 2e Prix des Centaures (Gr.1, 2017)
- 2e Prix de l'Île-de-France (Gr.1, 2018)
- 2e Prix Lavater (Gr.2, 2015)
- 2e Prix Joseph Lafosse (Gr.2, 2017)
- 2e Prix du Calvados (Gr.2, 2017)
- 2e Prix Edmond Henry (Gr.2, 2018)
- 3e Prix des Centaures (Gr.1, 2016)
- 3e Prix de Cornulier (Gr.1, 2017, 2018)
- 3e Prix Raoul Ballière (Gr.2, 2014)
- 3e Prix Paul Buquet (Gr.2, 2018)
- 4e Prix de Vincennes (Gr.2, 2014)

## Origines
Bilibili est le fer de lancer de l'étalon Niky 1'10, vainqueur au niveau semi-classique, placé au niveau classique, vainqueur d'un Grand Prix du Sud-Ouest et deux fois troisième du Prix de Paris. Niky revendique également l'excellente Delia du Pommereux 1'10, lauréate de plusieurs groupe 2 et deuxième du Critérium des 5 ans. La mère de Bilibili, Quetty du Donjon, une fille de Coktail Jet, fut acquise yearling par Jean-Pierre Barjon et Gérard Fray pour 45 000 €, aux ventes de Deauville en 2005. Si elle ne brilla pas en courses, elle se prévaut de ses origines, puisqu'elle est une propre sœur du champion Kérido du Donjon 1'12 (Prix du Président de la République), leur mère étant elle-même une sœur du champion international Minou du Donjon 1'11.
| Origines de Bilibili                               | Origines de Bilibili                     | Origines de Bilibili                    | Origines de Bilibili |
| -------------------------------------------------- | ---------------------------------------- | --------------------------------------- | -------------------- |
| Père Niky 2001 - Trotteur français Bai, 1,58 m     | Viking's Way 1987 - Trotteur français    | Mickey Viking 1979, Trotteur américain  | Bonefish             |
| Père Niky 2001 - Trotteur français Bai, 1,58 m     | Viking's Way 1987 - Trotteur français    | Mickey Viking 1979, Trotteur américain  | Misty Sister         |
| Père Niky 2001 - Trotteur français Bai, 1,58 m     | Viking's Way 1987 - Trotteur français    | Josubie 1975, Trotteur français         | Quito                |
| Père Niky 2001 - Trotteur français Bai, 1,58 m     | Viking's Way 1987 - Trotteur français    | Josubie 1975, Trotteur français         | Vesubie III          |
| Père Niky 2001 - Trotteur français Bai, 1,58 m     | Fête 1993 - Trotteur français            | Sancho Panca 1984, Trotteur français    | Chambon P            |
| Père Niky 2001 - Trotteur français Bai, 1,58 m     | Fête 1993 - Trotteur français            | Sancho Panca 1984, Trotteur français    | Dulcinée             |
| Père Niky 2001 - Trotteur français Bai, 1,58 m     | Fête 1993 - Trotteur français            | Sepia 1984, Trotteur français           | Jiosco               |
| Père Niky 2001 - Trotteur français Bai, 1,58 m     | Fête 1993 - Trotteur français            | Sepia 1984, Trotteur français           | Jolie perle          |
| Mère Quetty du Donjon 2004 - Trotteur français Bai | Coktail Jet 1990 - Trotteur français     | Quouky Williams 1982, Trotteur français | Fakir du Vivier      |
| Mère Quetty du Donjon 2004 - Trotteur français Bai | Coktail Jet 1990 - Trotteur français     | Quouky Williams 1982, Trotteur français | Dolly Williams       |
| Mère Quetty du Donjon 2004 - Trotteur français Bai | Coktail Jet 1990 - Trotteur français     | Armbro Glamour 1985, Trotteur américain | Super Bowl           |
| Mère Quetty du Donjon 2004 - Trotteur français Bai | Coktail Jet 1990 - Trotteur français     | Armbro Glamour 1985, Trotteur américain | Speedy Sug           |
| Mère Quetty du Donjon 2004 - Trotteur français Bai | Betty du Donjon 1989 - Trotteur français | Noble Atout 1979, Trotteur français     | Ura                  |
| Mère Quetty du Donjon 2004 - Trotteur français Bai | Betty du Donjon 1989 - Trotteur français | Noble Atout 1979, Trotteur français     | Tiercé d'Atout       |
| Mère Quetty du Donjon 2004 - Trotteur français Bai | Betty du Donjon 1989 - Trotteur français | Geribia 1972, Trotteur français         | Kerjacques           |
| Mère Quetty du Donjon 2004 - Trotteur français Bai | Betty du Donjon 1989 - Trotteur français | Geribia 1972, Trotteur français         | Uribia               |